# Rumba

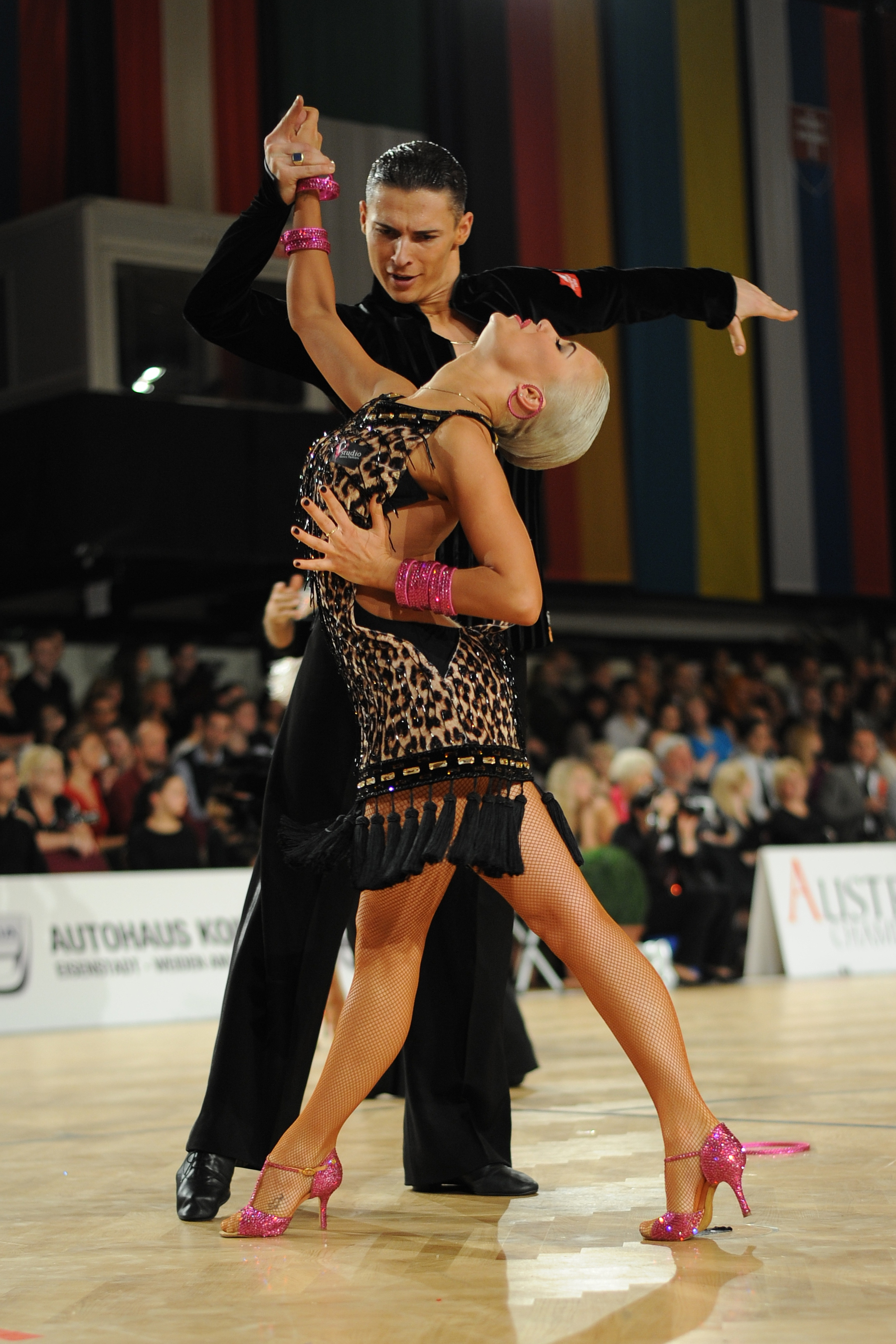
Rumba towarzyska

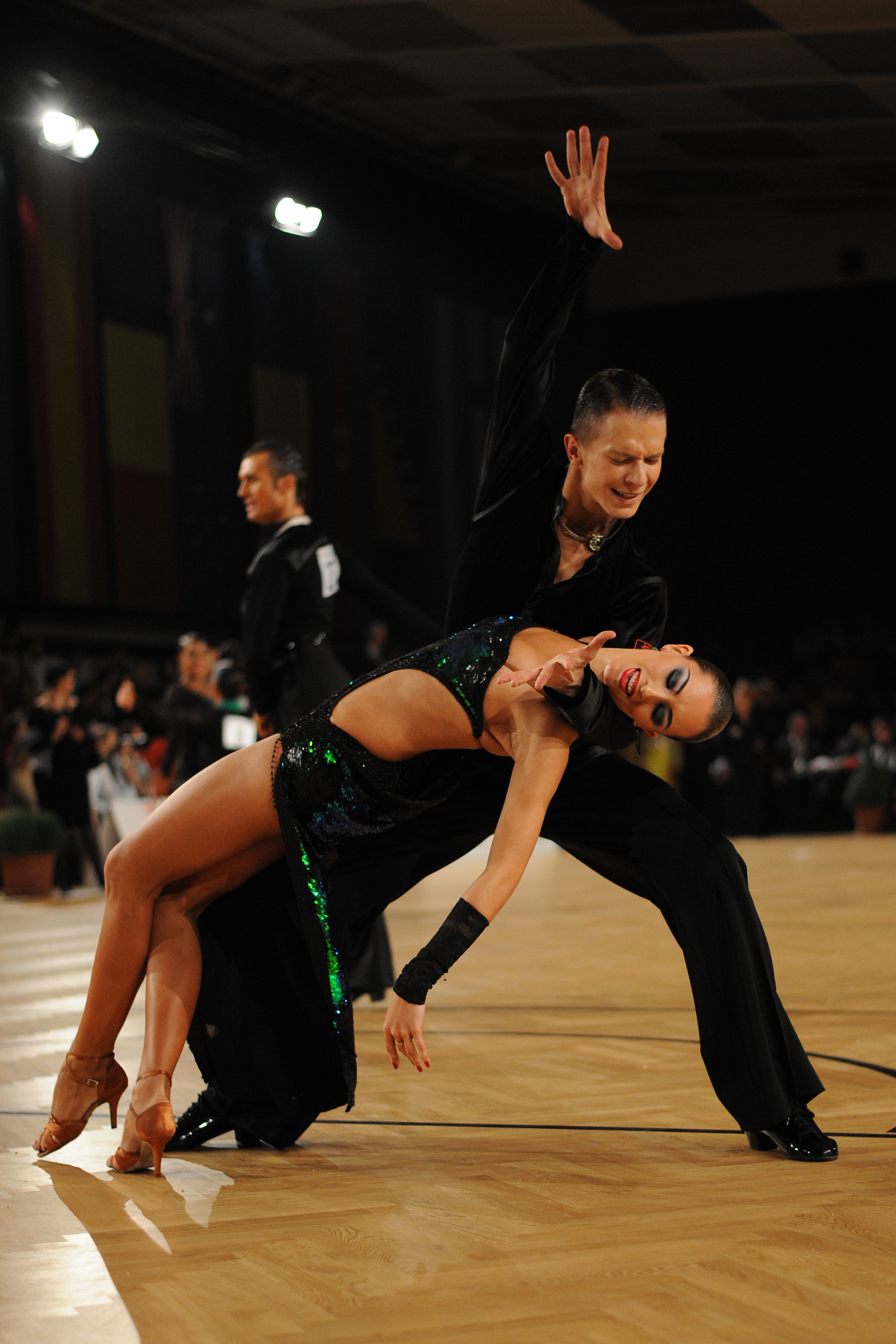
Rumba towarzyska

Rumba – latynoamerykański taniec towarzyski pochodzący z Kuby.

## Rumba towarzyska
Nazywana tańcem miłości lub tańcem namiętności. Wchodzi w skład dziesięciu tańców towarzyskich. Rumba ma metrum 4/4. Rozliczenie tempa kroku podstawowego to wolny, szybki, szybki. Trzymanie podobnie jak w innych tańcach latynoamerykańskich może być otwarte (za jedną rękę) lub zamknięte (obiema rękoma). Ciężar ciała musi być stale utrzymywany nad palcami stóp. Chodzenie w tym tańcu odbywa się na nogach przeprostowanych.
Partnerka w rumbie kusi i wymyka się, partner zaś prezentuje swą wybrankę i pozornie podejmuje jej grę, ale tak naprawdę to on prowadzi. Rumbę na turniejach tańca tańczy się jako trzecią z pięciu tańców latynoamerykańskich.
Rumbę towarzyską rozliczać możemy w dwóch rytmach: wspomnianym już raz-dwa-trzy-cztery, czyli w rytmie square (tj. równym), ale także w cztery-raz-dwa-trzy, czyli w rytmie cubana.
Rumba to taniec, wymagający dobrej koordynacji ruchów i znakomitej kondycji fizycznej. Ale o tym tańcu nie decyduje jedynie technika, której można się nauczyć, ale zaangażowanie w taniec, zmysłowość. „Bohaterką” tego tańca jest kobieta, emanująca erotyzmem, który przenika każdy jej ruch, to na niej skupia się nasza uwaga. Rumba to przepełniony erotyzmem miłosny taniec, pełen zmysłowych gestów i wężowych ruchów całego ciała. Dobrze zatańczona rumba to wręcz miniprzedstawienie teatralne. Używając wszystkich swoich wdzięków tancerka uwodzi mężczyznę, to patrzy mu w oczy, to znowu udaje, że go nie widzi, wzrokiem szuka innego, aby wzbudzić zazdrość partnera, zniewolić go i całkowicie nad nim zapanować. Kobieta, która tańczy rumbę, jest odważna i zmysłowa – i to właśnie powinien podkreślać strój.

## Afrykańskie korzenie rumby
Wraz ze zniesieniem niewolnictwa na Kubie w 1886 r. ciemnoskórzy niewolnicy, którzy z braku środków materialnych oraz ziemi pod uprawę, nie mogli pozostać na wsi, przenoszą się na peryferie miast i miasteczek, dając początek tzw. solares (małe społeczności, osiedla, zamieszkane przez wiele rodzin).
Solares istniały już przedtem, jednak wraz ze zniesieniem niewolnictwa, liczebność ich mieszkańców znacznie wzrosła. Powstałe społeczności to mieszanka różnych afrykańskich plemion sprowadzonych na Kubę przez Hiszpanów, z białymi, którzy mieli zatrudnienie w zakładach czy sklepikach danego solaru.
W tym środowisku pojawiło się pojęcie imprezy zbiorczej zwanej rumba, od której wzięło się określenie rumbero w odniesieniu do osób dziś nazywanych imprezowiczami i rumbear w odniesieniu do wydarzeń imprezowych tak na Kubie, jak i na całych Karaibach.
Na początku, spowodowane skrajną biedą grup społecznych, które zamieszkiwały peryferie miast, instrumentami używanymi w rumbie były meble, artykuły gospodarstwa domowego i narzędzia pracy codziennej.
W niedługim czasie zaczęto używać pudeł (cajones), w których importowano dorsza, z powodu dobrej jakości drewna z jakiego były one wykonane. Muzyka z pudeł (stąd też zwrot rumba de cajón) towarzyszyła osobie, która śpiewała i wybijała rytm na patyczkach clave. Później pudła zostały zamienione na trzy bębny (tumba, llamador i quinto), które nazwano tumbadoras.
Ta struktura została powiększona przez kolejną osobę, która uderzała dwoma patykami w drewnianą podstawę jednego z bębnów. Było to znane pod nazwą cáscara. W końcu cáscara została zastąpiona przez instrument znany jako cata (pień drzewa z wydłubanym środkiem, zawieszony w powietrzu).
Z tych okoliczności, pod koniec wieku zrodziło się określenie: rumba de tiempo de España (rumba czasu Hiszpanii), aby można było praktykować rumbę na Kubie w czasach dominacji hiszpańskiej. Równie oczywisty jest wpływ na ten styl muzyczny plemion afrykańskich sprowadzonych na Kubę.

## Rumba kubańska
Należy podkreślić, że rumba kubańska z towarzyską ma wspólną tylko nazwę. Zarówno muzyka, jak i taniec są zupełnie różne.
Rumba składa się z trzech różnych stadiów muzycznych, które można pogrupować w następujący sposób:
Diana – wstęp w postaci melodyjnego fragmentu bez spójnego tekstu, za to z krótkimi chaotycznymi frazami, które mają za zadanie stworzyć odpowiednią atmosferę.
Décima – piosenkarz improwizuje, prezentując historię, która ma być głównym motywem w rumbie
Rompe la rumba – wkraczają instrumenty perkusyjne, przed muzyków wychodzi para tancerzy lub pojedynczy tancerz (w przypadku stylu columbia), a piosenkarz podkreśla jeden ze zwrotów z tekstu utworu, który będzie śpiewany przez chór jako refren na zmianę z improwizującym solistą.
W rumbie istnieją trzy style:
- columbia – szybka rumba, którą tańczy mężczyzna. Składa się z ruchów akrobatycznych zapożyczonych z tańców takich jak „íremes” czy „diablito cubano”, tańczonych przy akompaniamencie rytmu wybijanego przez bęben quinto. Chociaż La Columbia praktykuje się na Kubie, nie przeniosła się ona na pozostałe wyspy karaibskie.
- guaguancó – najważniejszy ze stylów rumby. Charakteryzuje się częścią śpiewaną, w której jest opisywane jakieś wydarzenie lub jedna z postaci z danej społeczności. Taniec jaki towarzyszy temu stylowi Rumby to gra, w której partnerzy zalotnie starają się wzbudzić w sobie wzajemne zainteresowanie, a zarazem nie pozwalają zbliżyć się za bardzo do siebie. Mężczyzna próbuje w tym tańcu „zaszczepić” („vacunar”) kobietę, wykonując odpowiednie ruchy biodrami, przy czym kobieta usiłuje się zakryć, aby uniknąć „zaszczepienia” („vacunao”).
- yambú (czyt. jambu) – wolna rumba, gdzie tancerze robią ruchy charakterystyczne dla starszych ludzi. Tutaj, w odróżnieniu od guaguancó nie znajdziemy ruchów biodrami mającego na celu „zaszczepienia” tancerki. W yambú w części śpiewanej często się wstawia zwrot „en el yambú no se vacuna” – „w yambú się nie 'zaszczepia'”, żeby zaznaczyć formę w jakiej powinno się tańczyć ten styl. Obecnie yambú praktykuje się tylko wśród profesjonalnych grup tanecznych na Kubie.